# Dietmar Haaf
Dietmar Haaf (ur. 6 marca 1967 w Bad Cannstatt) – niemiecki lekkoatleta, który specjalizował się w skoku w dal.
Podczas swojego jedynego olimpijskiego startu w 1992 roku nie awansował do finału. Pierwszy w historii Mistrz świata juniorów (tytuł wywalczył w 1986 roku). Dwukrotnie zdobywał medale halowych mistrzostw świata (złoty w 1991 oraz srebrny w 1989). W 1990 roku w Splicie został mistrzem Europy. Ma w swoim dorobku również dwa tytuły halowego mistrza Starego Kontynentu (1990, 1994). Dziewięciokrotnie był mistrzem Niemiec na otwartym stadionie (1986–1992, 1994, 1996) i sześciokrotnie w hali (1986, 1988, 1990, 1991, 1992, 1994). Rekord życiowy: stadion – 8,25 (30 sierpnia 1990, Split); hala – 8,25 (26 lutego 1989, Sindelfingen). Ten drugi rezultat był halowym rekordem Niemiec.

## Osiągnięcia
| Rok  | Impreza                     | Miejsce             | Pozycja           | Wynik |
| ---- | --------------------------- | ------------------- | ----------------- | ----- |
| 1985 | Mistrzostwa Europy juniorów | Chociebuż           | 5. miejsce        | 7,66  |
| 1986 | Mistrzostwa świata juniorów | Ateny               | 1. miejsce        | 7,93  |
| 1986 | Mistrzostwa Europy          | Stuttgart           | 10. miejsce       | 7,48  |
| 1987 | Mistrzostwa świata          | Rzym                | el. – 26. miejsce | 7,51  |
| 1988 | Halowe mistrzostwa Europy   | Budapeszt           | 5. miejsce        | 7,79  |
| 1989 | Halowe mistrzostwa Europy   | Haga                | 5. miejsce        | 7,96  |
| 1989 | Halowe mistrzostwa świata   | Budapeszt           | 2. miejsce        | 8,17  |
| 1990 | Halowe mistrzostwa Europy   | Glasgow             | 1. miejsce        | 8,11  |
| 1990 | Mistrzostwa Europy          | Split               | 1. miejsce        | 8,25  |
| 1991 | Halowe mistrzostwa świata   | Sewilla             | 1. miejsce        | 8,15  |
| 1991 | Finał A pucharu Europy      | Frankfurt nad Menem | 1. miejsce        | 8,30w |
| 1991 | Mistrzostwa świata          | Tokio               | 4. miejsce        | 8,22  |
| 1992 | Halowe mistrzostwa Europy   | Genua               | 13. miejsce       | 7,69  |
| 1992 | Igrzyska olimpijskie        | Barcelona           | el. – 14. miejsce | 7,85  |
| 1993 | Halowe mistrzostwa świata   | Toronto             | el. – 13. miejsce | 7,67  |
| 1994 | Halowe mistrzostwa Europy   | Paryż               | 1. miejsce        | 8,15  |
| 1994 | Superliga pucharu Europy    | Birmingham          | 2. miejsce        | 7,84  |
| 1994 | Mistrzostwa Europy          | Helsinki            | el. – 24. miejsce | 7,55  |